# 中川久盛
中川 久盛（なかがわ ひさもり）は、江戸時代前期の大名。豊後国岡藩の第2代藩主。官位は従五位下・内膳正。賤ヶ岳の戦いで敵味方となり戦った中川清秀と佐久間盛政を両祖父に持つ。

## 略歴
初代藩主・中川秀成の長男。母は佐久間盛政の次女（新庄直頼の養女）・虎姫。
慶長17年（1612年）、父が死去したため跡を継いだ。
元和9年 (1623年)、幕府の要請で松平忠直配流・謹慎に関わり、一時的に岡藩が忠直の配流場に選ばれた。
慶安4年（1651年）に長男久清に家督を譲るまで39年間、藩主として在職した。
「御政事御定書」を制定し、藩の法制度を整えている。また正保年間に緒方井路の開削に乗り出し、子の久清の代に完成している。これは岡藩の農業用水路として重用された。
承応2年（1653年）、59歳で没した。

## 系譜
- 父：中川秀成（1570年 - 1612年）
- 母：虎姫（1564年 - 1610年）、洞仙院殿春晃英玉大姉 - 新庄直頼の養女、佐久間盛政の次女
- 正室：紀為君 - 徳川家康の養女、久松松平定勝の娘
  - 女子：仙（1616年 - 1686年） - 水野忠職正室
- 側室：安威忠右衛門の娘
  - 長男：中川久清（1615年 - 1681年）
- 生母不明の子女
- 養子
  - 女子：久留島通清正室 - 松平定実の娘